# Jacques II de Luxembourg-Fiennes
Jacques II de Luxembourg aussi nommé Jacques II de Luxembourg-Fiennes (né en 1443; mort en 1517) est un noble de la Maison de Luxembourg - Saint Pol. Il fut seigneur de Fiennes, de Zottegem, d'Armentières, d'Erquinghem-Lys.

## Biographie
Jacques II était le fils de Jacques Ier de Luxembourg-Fiennes et de Marie de Berlaymont. Jacques II est élevé chevalier de l'Ordre de la Toison d'or en 1491 lors du chapitre de Malines. Il fut chambellan de l'archiduc Maximilien et de Philippe de Habsbourg. Jacques meurt le 12 juillet 1517 à Gand et fut enterré dans l'église Notre-Dame de l'Ascension (nl) à Zottegem.
Il devient seigneur de Gavre en rachetant la seigneurie en 1515 à Guy van Laval ou Jean de Laval-Châteaubriant.
À sa mort, il fut remplacé par son fils, Jacques III de Luxembourg-Fiennes.

## Mariage et descendance
Il épousa Marguerite de Brugge-Gruuthuse (1478-1520), fille de Jean, comte de Wiastre, et de Marie, dame d’Auxy, le 15 juin 1494 et devint ainsi propriétaire du Hof de Fiennes (nl) sur la Korenlei de Gand à partir de 1504.
De cette union sont issus trois enfants :
- Françoise de Luxembourg (-1557)
- Jacques III de Luxembourg (- vers 1530), chevalier de l'Ordre de la Toison d'or en 1519 au chapitre de Barcelone
- Marguerite de Luxembourg-Saint Pol (-1529) qui se marie avec Antoine (-1529), comte de Barbençon, sans postérité
- Jean de Luxembourg

Le tombeau de Jacques II de Luxembourg et de Françoise de Luxembourg dans l'église Notre-Dame de l'Ascension de Zottegem
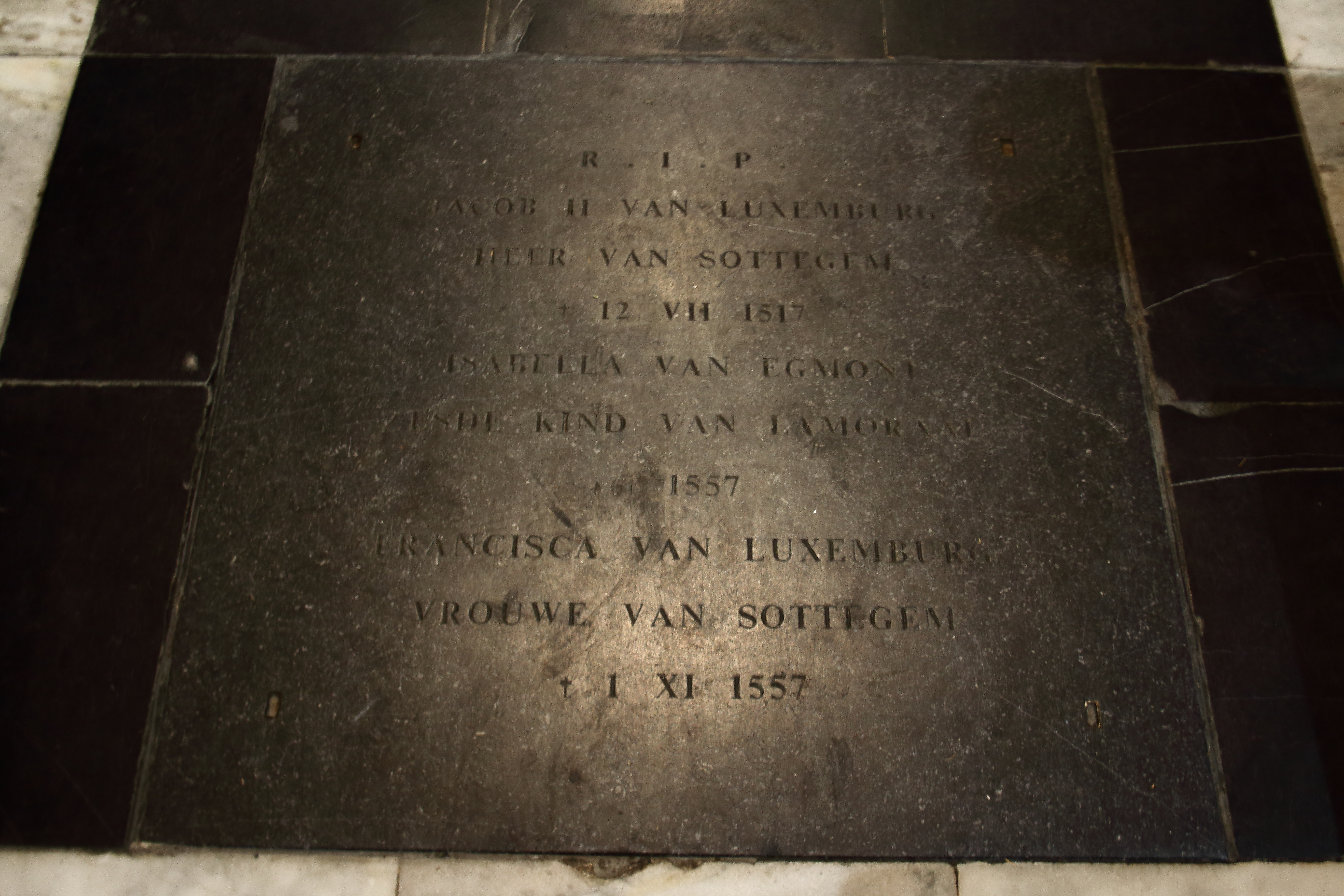
Le tombeau de Jacques II de Luxembourg.

## Armoiries
Il porte les armes des Luxembourg et des Baux.
| Figure | Blasonnement |
|        | Ecartelé, d'argent au lion de gueules armé, lampassé et couronné d'or, la queue fourchée passée en sautoir et de gueules à l'étoile d'argent à seize rais. |

## Source
- (nl) Cet article est partiellement ou en totalité issu de l’article de Wikipédia en néerlandais intitulé « Jacobus II van Luxemburg-Fiennes » (voir la liste des auteurs).